# 溴化十六烷基三甲铵
溴化十六烷基三甲铵(又称十六烷基三甲基溴化铵，
英語：, 简称CTAB)是一种具有长链烃基的季铵盐，是主要的阳离子表面活性剂，还可以用于纳米粒子的合成、DNA的提取、杀菌剂与家庭用品。

## 形貌
溴化十六烷基三甲铵是白色微晶形粉末，有吸湿性，在酸性溶液中稳定；溶于水，易溶于乙醇，微溶于丙酮，几乎不溶于乙醚和苯。

## 应用
CTAB结构中较长的烃基链使它和疏水性的分子或表面有较强的吸引作用，而其中的季铵盐阳离子又具有亲水性，这种双亲结构使它成为常用的阳离子表面活性剂之一。它有助于水在油中形成微乳液，而在它自己的水溶液中，它会形成疏水段在内，亲水端朝外的胶束，在303K（30 °C）的环境下，所形成胶束中的CTAB分子聚集数为75到120，具体数值取决于溶液的形成过程，离解度为0.2到0.1。
CTAB与金的纳米晶体存在着强烈的吸引，同时可以阻止金的纳米晶体在长轴方向上的生长，将其局限于沿短轴生长。此外其还可以双电子层结构，提高金纳米粒子体系的稳定性，阻止发生聚沉，故广泛用于金的纳米粒子（包括纳米球，纳米棒和纳米双棱锥等）的合成。
在高离子强度的溶液里，CTAB与蛋白质和大多数酸性多聚糖以外的多聚糖形成复合物，只是不能沉淀核酸。因此，CTAB的缓冲液可以用于从大量产生多糖的有机体如植物中制备纯化DNA，该方法较简便，获得的DNA量也较高。
CTAB中的十六烷基三甲铵离子有杀死细菌和真菌的作用，所以常和与它结构相同的化合物如氯化十六烷基三甲铵等混合用作杀菌剂，也被用于很多家用产品，比如洗发水和化妆品中。